# Бозиев, Исхак Хакимович
Исхак Хакимович Бозиев (карач.-балк. Бёзюланы Хакимни джашы Исхакъ; род. 10 сентября 1978, Хасанья, Кабардино-Балкария) — российский борец вольного стиля. Чемпион России по вольной борьбе (2000), неоднократный призёр чемпионатов России по вольной борьбе. Мастер спорта международного класса, бывший член сборной России по борьбе.

## Биография
По национальности — балкарец. Вольной борьбой начал заниматься с 10 лет. Имеет высшее образование. После завершения карьеры занимался тренерской деятельностью.

## Достижения
- Чемпионат России по вольной борьбе — 3 место (Кызыл, 1997)
- Чемпионат России по вольной борьбе — 1 место (Санкт-Петербург, 2000);
- Чемпионат России по вольной борьбе — 3 место (Москва, 2001);
- Гран-при «Иван Ярыгин» — 3 место (Красноярск, 1999);
- Международный турнир на призы Александра Медведя — 1 место (Минск, 2001);
- Международный турнир на призы олимпийских чемпионов братьев Белоглазовых — 1 место (Калининград, 2003);
- Кубок мира по борьбе — 1 место (Балтимор, 2001).